# Yang Hyun-suk
Yang Hyun-suk, noto anche con lo pseudonimo di Yang Goon (양현석?, 梁玄錫?, Yang Hyeon-seokLR, Yang HyŏnsŏkMR; Seul, 9 gennaio 1970), è un rapper, imprenditore, produttore discografico e ballerino sudcoreano.
È diventato famoso come membro dei Seo Taiji and Boys negli anni novanta. Dopo lo scioglimento del gruppo, ha fondato ed è diventato produttore esecutivo e presidente della YG Entertainment, una delle tre maggiori case discografiche della Corea del Sud.

## Carriera

### 1992-1996: debutto con i Seo Taiji & Boys
I Seo Taiji and Boys furono formati nel 1991 da Seo Taiji, Lee Jun-ho e Yang Hyun-suk. Yang disse di aver incontrato per la prima volta Seo quando il musicista venne da lui per imparare a ballare. Spazzato via dalla sua musica, Yang si offrì di unirsi al gruppo e in seguito reclutò Lee, uno dei migliori ballerini in Corea. Il gruppo è stato influente sulla scena musicale coreana, famosa per il loro singolo Nan Arayo (난 알아요?). Il gruppo ricevette critiche per vari album, in particolare per la canzone Shidaeyugam (시대 유감?), alla quale il fan backlash portò all'abolizione della legge di censura nel 1996, anno dove il gruppo si sciolse. 

### 1998-2019: YG Entertainment

Logo dell'etichetta

Nel 1996 fondò la YG Entertainment e pubblicò il suo primo album solista con una canzone composta da Seo Taiji. Questa è stata la loro prima collaborazione dallo scioglimento del gruppo. Yang Hyun-Suk creò artisti di grande successo sotto la sua compagnia, in particolare i Jinusean, 1TYM, Seven, Big Bang, 2NE1, Psy, Winner, Ikon, Tablo, Epik High, Blackpink, Treasure e BABYMONSTER.
Il 14 giugno 2019, a causa delle controversie riguardanti lo scandalo del Burning Sun e altre accuse, Yang Hyun-suk annunciò il suo piano di dimettersi da tutte le sue posizioni della YG Entertainment e suo fratello Yang Min-suk annunciò la sua decisione di dimettersi da CEO della YG Entertainment.

### 2023-presente: ritorno alla YG Entertainment
Il 22 dicembre 2022, Yang è stato assolto dalle accuse mosse contro di lui, e durante il primo giorno del 2023, è apparso in un video teaser del nuovo gruppo femminile BabyMonster, sei anni dopo il debutto delle Blackpink come parte del progetto YG Next Movement.

## Vita privata
Nel marzo 2010, Yang ha rivelato di aver conosciuto l'ex membro delle Swi.T Lee Eun-ju, sorella minore del cantante Lee Jai-jin, membro dei Sechs Kies. Si sono sposati nello stesso anno. Yang e Lee hanno due figli insieme, Yoo-jin e Seung-hyun.

## Discografia
Per le opere con i Seo Taiji and Boys, si veda Discografia dei Seo Taiji and Boys.

### Album in studio
- 1998 – Yang Hyun-suk

## Filmografia

### Televisione
- YG Future Strategy Office (YG전자?, YG jeonjaLR) – webserie, personaggio ricorrente (2018)[10]

## Programmi televisivi
- Superstar K (Mnet, 2009) – Giudice
- K-pop Star 1 (SBS, 2011) – Giudice
- K-pop Star 2 (SBS, 2012) – Giudice
- K-pop Star 3 (SBS, 2013) – Giudice
- Win: Who Is Next? (Mnet, 2013)
- Mix & Match (Mnet, 2014)
- K-pop Star 4 (SBS, 2014) – Giudice
- K-pop Star 5 (SBS, 2015) – Giudice
- K-pop Star 6 (SBS, 2016) – Giudice
- Mix Nine (JTBC, 2017) – Giudice
- YG Treasure Box (JTBC, 2018) – Giudice